# Distrikt Ubinas
Der Distrikt Ubinas liegt in der Provinz General Sánchez Cerro in der Region Moquegua in Südwest-Peru. Der Distrikt besitzt eine Fläche von 880 km². Beim Zensus 2017 wurden 1877 Einwohner gezählt. Im Jahr 1993 lag die Einwohnerzahl bei 3527, im Jahr 2007 bei 3725. Die Distriktverwaltung befindet sich in der 3376 m hoch gelegenen Ortschaft Ubinas mit 325 Einwohnern (Stand 2017). Ubinas befindet sich 34 km nordnordöstlich der Provinzhauptstadt Omate.

## Geographische Lage
Der Distrikt Ubinas liegt an der Südflanke der Cordillera Volcánica zentral in der Provinz General Sánchez Cerro. Im Südwesten des Distrikts erhebt sich der 5672 m hohe Vulkan Ubinas. Der Río Tambo fließt entlang der östlichen Distriktgrenze nach Süden.
Der Distrikt Ubinas grenzt im Süden an den Distrikt Matalaque, im Westen an den Distrikt San Juan de Tarucani (Provinz Arequipa), im Norden an den Distrikt Cabanillas (Provinz San Román) sowie im Osten an die Distrikte Ichuña, Yunga, Lloque und Chojata.